# آسیاب‌های سرچشمه بناب
بقایای آسیاب‌های سرچشمه بناب مربوط به دوره قاجار است و در شهرستان خرم بید، بخش مشهد مرغاب واقع شده و این اثر در تاریخ ۷ اسفند ۱۳۸۶ با شمارهٔ ثبت ۲۱۴۲۰ به‌عنوان یکی از آثار ملی ایران به ثبت رسیده است.